# Hostišovce
Hostišovce (in ungherese: Gesztes, in tedesco: Geßtesch) è un comune della Slovacchia facente parte del distretto di Rimavská Sobota, nella regione di Banská Bystrica.
Il villaggio compare per la prima volta nei documenti medievali nel 1333 con il nome di Geztus. Nel 1368 risulta appartenere ai nobili Derencsényi, che lo avevano ricevuto dai Széchy. Nel 1582 venne devastato dai turchi.